# Attila the Hun
Pour les articles homonymes, voir Attila (homonymie).
 Attila the Hun, nom de scène de Raymond Quevedo, né le 24 mars 1892 sur l'île de Trinidad et mort sur cette île le 22 février 1962, est un musicien et chanteur trinidadien, connu pour être un des pionniers du calypso.